# 仙田明一
仙田 明一（せんだ めいいち、1911年〈明治44年〉9月20日 - 2003年〈平成15年〉9月3日）は、日本の政治家、陸軍軍人。第3代扶桑町長（3期）。公選第2代扶桑村長（1期）、愛知県会議員（2期）などを歴任した。

## 来歴
愛知県扶桑村（現：扶桑町）出身。第二次世界大戦では大日本帝国陸軍の軍人として、中国大陸と太平洋の各地を転戦した。
戦後の1948年（昭和23年）から2年間、扶桑村長に就任。自衛隊に勤務した後、扶桑町長を1963年（昭和38年）から1975年（昭和50年）まで3期12年務め、扶桑町役場庁舎建設、都市計画の策定、町全域のかんがい用水の設備など、町づくりの基礎を築き上げた。
その後愛知県議会議員に転身し1975年から1983年（昭和58年）まで務めた。2003年（平成15年）9月3日、心不全のため死去。

## 家族
- 仙田岑夫（長男） - 航空自衛隊第1術科学校副校長、三菱重工顧問[3]。扶桑町議会議員（3期）[4]。
- 小川郁子（娘） - 扶桑町議会議員（3期）[5]。2003年（平成15年）5月から、扶桑町初の女性議長を務めた[5]。
- 江戸満（娘婿） - 第9代扶桑町長（3期）[6]

## 役職
- 愛知県隊友会第5代会長[7]